# Giacomo Di Girolamo
Giacomo Di Girolamo (Sassari, 30 agosto 1977) è un giornalista e scrittore italiano.

## Biografia
Dopo gli studi in giurisprudenza e la laurea conseguita all’Università di Palermo, intraprende la carriera di giornalista occupandosi in prevalenza di criminalità organizzata e corruzione.
Nel 2010 è autore della prima biografia del boss mafioso Matteo Messina Denaro, L’invisibile, cui fanno seguito i volumi Cosa Grigia (con cui è finalista al premio Piersanti Mattarella), Dormono sulla collina, Contro l’antimafia, Gomito di Sicilia, Matteo va alla guerra, Una vita tranquilla.
Insieme ad altri autori, nel 2022 partecipa all’antologia L’isola nuova. Trent’anni di scritture di Sicilia, a cura di Gaetano Savatteri, per Sellerio editore. Nel 2024 è tra le firme del volume The Passenger dedicato alla Sicilia, per Iperborea.
Per la sua attività giornalistica nel 2014 vince il Premiolino, uno dei più antichi e importanti premi giornalistici, assegnato ogni anno a sei giornalisti della carta stampata e della televisione come premio alla carriera e per il loro contributo alla libertà di stampa. Nel 2022 è tra i vincitori del Premio Nazionale Paolo Borsellino, la più importante manifestazione italiana sul tema della legalità.
Nel 2024 si aggiudica il Premio Giorgio Ambrosoli, attribuito sotto l’alto patronato del Presidente della Repubblica Italiana, con il patrocinio della Regione Lombardia, del Comune di Milano, della Città metropolitana di Milano, della Camera di Commercio di Milano e con il sostegno di Confcommercio - Imprese per l'Italia.
Vive in provincia di Trapani e tiene conferenze in Italia e all’estero.
Collabora con Linkiesta e Repubblica Palermo La Repubblica. È direttore della testata giornalistica TP24.it e della radio RMC 101. Ha raccontato la sua vita in un podcast per Audible, L’isola di Matteo, vincitore del premio per il migliore Sound Design ai Pod 2022 - Italian Podcast Awards.
È membro direttivo dell’Associazione nazionale della Stampa Online (ANSO).

## Opere
- L'invisibile. Matteo Messina Denaro, Editori Riuniti, 2010 ISBN 978-8835990215; Il Saggiatore, 2017, ISBN 978-8842823278
- Cosa Grigia, Il Saggiatore, 2012, ISBN 978-8842818007
- Dormono sulla collina, Il Saggiatore, 2014, ISBN 978-8842820062
- Contro l'antimafia, Il Saggiatore, 2016, ISBN 978-8842821922
- Gomito di Sicilia, Laterza, 2019, ISBN 978-8858135235
- Matteo va alla guerra, Zolfo, 2022, ISBN 978-8832206456
- AA.VV., a cura di Gaetano Savatteri, L'isola nuova. Trent'anni di scritture di Sicilia, Sellerio editore, 2022, ISBN 978-8838943782
- Una vita tranquilla, Zolfo, 2024, ISBN 978-8832206906
- AA.VV., The Passenger - Sicilia, Iperborea, 2024, ISBN 978-8870917994

## Riconoscimenti
- Premiolino (2014)
- Premio Nazionale Paolo Borsellino (2022)
- Premio Giorgio Ambrosoli (2024)